# Arjuno-Welirang
Pour les articles homonymes, voir Arjuna (homonymie).
L'Arjuno-Welirang est un volcan d'Indonésie situé dans l'Est de l'île de Java.

## Géographie

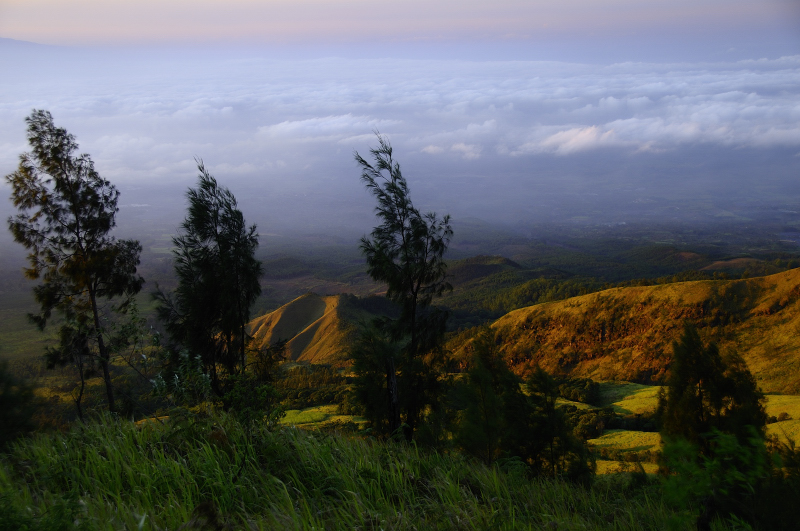
Vue sur les pentes de l'Arjuno-Welirang depuis les environs du temple de Sumberawan

L'Arjuno-Welirang est un volcan situé en Indonésie, dans la province de Java oriental. Il est entouré par les volcans Penanggungan au nord-nord-est, Kawi-Butak et Kelud au sud-ouest, la caldeira de Tengger et le Semeru au sud-est ainsi que par les villes de Singarasi au sud-est et Batu au sud-ouest. La ville de Malang se situe au sud et celle de Surabaya au nord.
Le volcan est constitué de deux sommets : l'Arjuno et le Welirang, situés respectivement aux extrémités sud-est et nord-ouest d'un alignement de cônes et cratères volcaniques de six kilomètres de longueur, ce qui fait de lui un volcan double. D'autres alignement de cônes volcaniques sont situés sur le flanc sud de l'Arjuno selon un axe est-ouest et sur le flanc nord du Welirang. Ce complexe volcanique recouvre deux volcans plus anciens : le Ringgit à l'est et le Linting au sud. Ces deux sommets sont exempts de végétation et culminent à 3 339 mètres d'altitude pour l'Arjuno et 3 156 pour le Welirang,. Des solfatares composées de fumerolles et de dépôts de soufre sont situés en plusieurs endroits sur le Welirang.

## Histoire
Seules deux éruptions sont connues avec certitudes sur l'Arjuno-Welirang. L'éruption du 30 octobre 1950 s'est déroulée sur le flanc nord-ouest du volcan, à 2 500 et 2 700 mètres d'altitude où se sont produites des explosions d'indice d'explosivité volcanique de 2. La seconde éruption s'est déroulée aux alentours du 15 août 1952 depuis le Kawah Plupuh sur le flanc nord-ouest avec la production de lahars et peut-être d'explosions phréatiques. Enfin, une éruption s'est peut-être produite depuis le sommet du Welirang le 13 septembre 1991.